# Oskar Trübenbach

Oskar Trübenbach

Oskar Trübenbach (* 29. Oktober 1900 in Grumbach; † 1992 in Limburg an der Lahn) war ein deutscher Politiker (NSDAP). Trübenbach gehörte knapp dreizehn Jahre lang, von 1932 bis 1945, dem Reichstag als Abgeordneter an.

## Leben
Nach dem Besuch der Volksschule in der preußischen Kreisstadt Langensalza wurde. Im Juni 1918 wurde Trübenbach zum zwangsweisen Heeresdienst eingezogen. Er gehörte der Nachrück-Ersatz-Abteilung 11 Ohrdruf der preußischen Armee anschließend bis zum Dezember 1918 an.
In den Winterhalbjahren von 1921/1922 und 1922/1923 wurde Trübenbach an der Landwirtschaftlichen Schule in Langensalza ausgebildet. 1923 absolvierte er einen Lehrgang für Milchkontrollassistenten in Königsberg. Anschließend übte er diese Tätigkeit in Ostpreußen aus. Nach seiner Rückkehr in die Provinz Sachsen war er als Landwirt tätig. 1927 wurde er Artamanenführer bei Mansfeld.
1925 trat Trübenbach in die NSDAP ein und wurde 1929 Mitglied des Kreistages von Langensalza. Später wurde er NSDAP-Leiter des Kreises Langensalza.
Bei der Reichstagswahl vom Juli 1932 wurde Trübenbach erstmals in den deutschen Reichstag gewählt, dem er anschließend – sein Mandat wurde bei den Wahlen vom November 1932, März 1933, November 1933, von 1936 und 1938 jeweils bestätigt – knapp dreizehn Jahre lang, bis zum Zusammenbruch der NS-Herrschaft im Frühjahr 1945 als Abgeordneter angehörte.
Im Februar 1934 übernahm er als Bauer einen Erbhof in Alterstedt, auf dem er als Bauer tätig war.